# Triaenodes abus
Triaenodes abus är en nattsländeart som beskrevs av Milne 1935. Triaenodes abus ingår i släktet Triaenodes och familjen långhornssländor. Inga underarter finns listade i Catalogue of Life.